# Недригайлів
Недрига́йлів (МФА: [n̪ed̪rɪˈɦɑi̯ʎiu̯] ( прослухати)) — селище, центр Недригайлівської селищної громади Роменського району Сумської області України. До 2020 року — районний центр.

## Географічне розташування
Селище міського типу Недригайлів знаходиться на лівому березі річки Сула в місці впадіння її лівої притоки річки Дригайлиха, вище за течією на відстані 1 км розташоване село Вакулки, нижче за течією на відстані 1 км розташоване село Березняки, на протилежному березі — села Засулля і Бродок. Через селище проходять автомобільні дороги Т 1904 і Н07.

## Походження назви
Імовірно, що найменування населеного пункту походить від назви річки, що колись тут протікала, а та, у свою чергу, дістала таке ім'я від недригливості течії.
За місцевою легендою, назва Недригайлів походить від того, що нібито поселенці не здригнулися перед татарськими полчищами й дали їм рішучу відсіч.
Проте найімовірніше, топонім Недригайлів походить від прізвища ймовірного першопоселенця (або роду) — Недригайло. Ним міг бути козак з теренів Великого князівства Литовського Недригайло ("Недригал"). Про нього є згадка 1559 р. (див. Клепатский П.Г. Очерки по истории Киевской земли, 1912, с.516) - він схоже соратник Байди-Вишневецького, бо бере участь у тогорічній славній "облозі татарського Криму" (на нього скаржиться королю кримський хан).

## Історія
Перші поселенці на території сучасного селища з'явились ще в найдавнішому періоді кам'яної доби — палеоліті, тобто 15 тисяч років тому. Виявлені поселення доби пізнього палеоліту, епохи бронзи (мар'янівська культура), ранньої залізної доби (скіфська та черняхівська культури), курганні могильники епохи бронзи та скіфського часу, залишки слов'янських поселень та могильників.

### Заснування і Козаччина
У XVI столітті польський уряд збудував тут укріплення, так зване Недригайлівське городище, біля якого на березі Сули виникла слобода Недригайлів, яка згодом перетворилась на значний населений пункт. Її першими поселенцями були українські селяни.
Власне Недригайлів було засновано у 1639 році польським урядником Кшиштофом Шіножацьким.
Жителі Недригайлова кріпаками ніколи не були, бо вели свій родовід з козацтва та державних селян. А ось селяни окружних сіл жили на землях панів Головкіних, Хвощинських, Щербатових, Левіних, Калугіних та інших поміщиків.
Східна Недригайлівщина в 1650-х роках XVII століття ввійшла до складу Сумського козацького полку Слобідської України, якому підпорядковувались Недригайлівська і Деркачівська сотня. Західна ж Недригайлівщина разом з Костянтинівською сотнею належала до Лубенського полку Гетьманщини.

### Розвиток селища у XVIII—XIX століттях

План містечка Недригайлова 1787 року

В роки Північної війни Недригайлів, який підпорядковувався московському цареві Петрові І воював на стороні Росії. Шведські війська у 1708 році ввійшли на Слобожанщину, але зустріли там справді сильний опір. 18 листопада 1708 року вояки шведської армії вступили в м. Ромни, яке за три десятки кілометрів від Недригайлова. Воєвода Недригайлова Фрол Висковатий населенню наказав сховатися в найукріпленішу частину міста. Шведи періодично робили наскоки на містечко, маючи надію захопити його, але їхні спроби не увінчалися успіхом. На підмогу Недригайлівцям московський цар Петро І, довідавшись про недригайлівську оборону із донесення Меншикова, 15 грудня 1708 року спорядив на допомогу загін донських козаків на чолі з отаманом капітан-поручиком Д. Ушаковим, ад'ютантом Петра І, який послав Ушакову 14 грудня наказ такого змісту:
|  | «Господин капитан-поручик, по получении сего указа казакам всем, которые с вами есть, вели идти к Недригайлову...». |

Шведи ще робили спроби захопити Недригайлів, але жителі міста з допомогою донських козаків так і не впустили ворогів у місто. За це вони отримали від царя подяку за проявлену мужність. В результаті цієї війни в Недригайлові було спалено передмістя, пошкоджені укріплення.
Протягом XVIII століття Недригайлівщина поступово втрачає оборонно-військові функції і опиняється у складі Лебединського повіту Слобідсько-української губернії, яка у 1835 році була перейменована на Харківську.
У 1781 році з'явився герб Недригайлова, на якому у верхній частині було зображення герба губернського міста Харкова, а в нижній власне місцева геральдика — вісім чорних слив на золотому полі, що символізувало багатство території на кісточкові дерева.
У 1780-х рр. на Недригайлівщині діяв загін гайдамаків на чолі з Семеном Гаркушею.
Від 2-ї третини XIX століття у Недригайлівському краї почала бурхливо розвиватися переробна промисловість.
За даними на 1864 рік у заштатному місті, центрі Недригайлівської волості, мешкало 5209 осіб (2441 чоловічої статі та 2768 — жіночої), налічувалось 930 дворових господарств, існували 2 православні церкви, підготовче училище, 2 свічкосалних, 2 віскобійних, 10 маслобійних, миловарний та цегельний заводи, відбувалось 4 ярмарки на рік та 2 базари на тиждень.
У 1878 році в Недригайлові відкрито поштове відділення.

### Недригайлів у ХХ столітті
У період Української революції 1917—1921 років та становлення УНР у Недригайлові та околицях відбувались чисельні бої українців проти червоних та білих московських окупантів. Також був сильним український повстанський рух. Лише у 1922 році Недригайлів був остаточно окупований московськими військами та встановлена комуністична влада.
5 січня 1923 року Недригайлів став районним центром Роменської округи.
Недригайлів постраждав внаслідок геноциду українського народу, запровадженим московською комуністичною владою в Україні у 1932—1933 роках.
У лютому 1939 року Недригайлів, як і весь район, увійшов до складу новоствореної Сумської області.
В роки Другої світової війни Недригайлів майже з самого початку був окупований німцями. За Недригайлів точився бій, але 23 вересня 1941 року німецькі війська захопили Недригайлів. В часи німецької окупації на території району діяли комуністичні підпільні організації, що займалися випуском і розповсюдженням листівок, у яких інформували населення про стан справ на фронтах, діяли на шкоду німцям, псували німецьку техніку. За роки війни район втратив 7258 жителів, із загальної кількості понад 10 тисяч уродженців та жителів району, які брали участь у боях на фронтах війни, додому не повернулося 6703 особи.
30 травня 1958 року Недригайлів отримав статус селища міського типу.
У повоєнний час у селищі створено низку підприємств із переробки сільгосппродукції, інвестовано в соціальну сферу.
Криза 1990-х років серйозно позначилася на економіці Недригайлова та району, що повністю переорієнтована нині на аграрний сектор (вирощування сільгосппродукції).

### Письменники про Недригайлів
Спогади про Недригайлів залишив український письменник Борис Антоненко-Давидович. Він свідчить: перед 1917 роком місто було всуціль україномовне і сприймало російську достоту як іноземну:
| Мова мого раннього дитинства була російська мова. ...От тільки щорічні поїздки в літі до Недригайлова й Ромна на якийсь час каламутили мою дитячу душу. Моїм двоюрідним братам і сестрам у Недригайлові я, чистою російською мовою, видавався пташеням якоїсь заморської породи, а в очах старої старосвітської баби по батькові я був мало не виродком. Хоч мені й подобалося в Недригайлові все — і довговусий козарлюга дядько Євлантій, і веселі білі хати, і маленька річка Зарудка, і соковиті, солодкі кавуни, та моя мимовільна окремішність вибивала мене з дитячого кола, змушувала усамотнюватися і по-дитячому страждати. Я спочивав душею, коли з Недригайлова батьки везли мене до лагідної роменської баби, яка не тільки не картала мене, що «і слова по-нашому сказати не вмію», а, навпаки, щиро тішилася і моєю вимовою, і моїм виглядом... |

## Населення

### Чисельність населення
| 1897 | 1959 | 1979 | 1989 | 2001 | 2016 |
| ---- | ---- | ---- | ---- | ---- | ---- |
| 5873 | 5408 | 5634 | 6604 | 6264 | 5596 |

### Мова
Розподіл населення за рідною мовою за даними перепису 2001 року:
| Мова            | Кількість | Відсоток |
| --------------- | --------- | -------- |
| українська      | 6033      | 97.53%   |
| російська       | 132       | 2.13%    |
| вірменська      | 14        | 0.23%    |
| білоруська      | 2         | 0.03%    |
| інші/не вказали | 5         | 0.08%    |
| Усього          | 6186      | 100%     |

## Господарство, торгівля та транспорт
За СРСР у Недригайлові доволі успішно функціонували 2 заводи (із 11 по району) — овочесушильний та завод продтоварів, однак у 1990-ті вони збанкрутували. Нині економіка представлена агропромисловим комплексом первинного циклу — виробництво і реалізація сільгосппродукції виробників різної організації та форм власності.
Переробка продукції агропромислового комплексу ані в селищі, ані в районі на промисловому рівні не ведеться.
Від 1990-х років неухильно зростає приватний сектор, зосереджений майже повністю в сфері торгівлі.
У Недригайлові працює ринок (єдиний у районі), близько десятка магазинів, декілька підприємств громадського харчування і кафе. У 2000-х збудовано готельно-ресторанний комплекс «Старий млин» (вул. Комінтерну, 19).
Селище розташовано просто на трасі «Київ—Суми», таким чином найзручніший спосіб дістатися сюди власним автотранспортом або міжміськими автобусними маршрутками.
У Недригайлові працює автостанція. Місцеві жителі пересуваються переважно велосипедами, мотоциклами, на моторолерах або й власним автотранспортом. Існує невеликий автопарк місцевої служби таксі.

## Зв'язок і ЗМІ

Недригайлівські пошта та відділення зв'язку

У селищі функціонують районні поштове і зв'язкове відділення (в одному приміщенні).
У Недригайлові, зокрема і завдяки географічному розташуванню на важливій трасі, доступний мобільний зв'язок трьох найбільших національних GSM-операторів — МТС, Київстар та Life.
Доступ до Інтернету представлений як бездротовим (технологія ADSL), так і декількома інтернет-клубами. Діє місцевий інтернет-портал.
У Недригайлові є 2 місцевих періодичних видання:
- державне видання — «Голос Посулля», газета Недригайлівської районної ради
- газета «Недригайлів сьогодні» — приватне видання.

Крім загальнонаціональних телеканалів метрового діапазону в Недригайлові працює власний передавач, що ретранслює низку популярних українських ТБ-каналів (Новий канал, ICTV, СТБ, M1 тощо).
Селище «покривається» декількома FM-радіостанціями.

## Соціальна сфера: медицина і освіта

Недригайлівська спортивна школа

Оскільки Недригайлів є райцентром, у селищі працюють районні відділи охорони здоров'я та освіти.
Основний медичний заклад селища (і району) — Недригайлівська центральна районна лікарня, шестиповерховий корпус якої на 120 ліжко-місць було введено в експлуатацію в 2006 році. Працює декілька аптек.
З огляду на розміри Недригайлова в місті лише одна школа — Недригайлівська спеціалізована ЗОШ I—III ступенів(опорний заклад) (вул. Комінтерну, буд. 25).
Позашкільні заклади освіти представлені районними школами мистецтв і Недригайлівською спортивною школою.
У селищі працює єдиний на весь Недригайлівський район заклад професійної освіти — ДПТНЗ «Недригайлівське ВПУ».

## Культура, спорт і пам'ятки

Недригайлівський районний будинок культури

За розвиток культури в селищі (і районі) відповідає відділ культури Недригайлівської районної ради.
Сфера культури представлена в Недригайлові районним будинком культури.
1953 року заснований хоровий колектив Недригайлівського районного будинку культури, який відомий в області та поза її межами. При недригайлівській ЗОШ також діє хор школярів (керівник Д. І. Семоненко), що 2005 року переміг у конкурсі-огляді хорових колективів сільських шкіл Сумщини.
1986 року в Недригайлові відкрито культурно-спортивний комплекс.

Пам'ятник Кошовому отаману Петру Калнишевському

24 жовтня 2012 року в Недригайлові відкрили пам'ятник останньому Кошовому отаману Запорізької січі Петру Калнишевському. Створення пам'ятника було профінансовано третім Президентом України Віктором Ющенком.
3 вересня 2019 року на честь українських воїнів, які загинули під час російсько-української війни Шовтута Олександра, Сергія Грибеника й Євгена Керечанини у смт Недригайлів звели пам'ятник.
У містечку  встановлені низка пам'ятників і пам'ятних знаків: 
- пам'ятник Кошовому отаману Запорізької Січі Петру Калнишевському неподалік автовокзалу;
- Пам'ятник українським воїнам, які загинули в АТО на сході України;
- пам'ятник Тарасу Шевченку (1962) — автор: скульптор Яків Красножон, перед будівлею місцевої спортшколи;
- «Чорнобильська» капличка — зведена в місцевому скверику перед будівлею Недригайлівської райдержадміністрації за незалежності України на честь ліквідаторів Чорнобильської катастрофи стала справжнім символом селища;
- меморіальний комплекс на честь воїнів ДСВ, на 17-ти плитах якого викарбувані імена недригайлівців, які не повернулися з війни — споруджено 1969 року.Храм Святого Петра Калнишевського

Храм Святого Петра Калнишевського

Від 2-ї половини 2000-х років у Недригайлові, в центрі селища, тривало зведення великого селищного храму Православної церкви України — Храму святого праведного багатостраждального Петра Калнишевського. Нині храм працює.
На відстані близько 300 м від південно-західної околиці смт знаходиться ботанічний заказник місцевого значення Голубців.

## Відомі люди

Пам'ятник українським воїнам, які загинули в АТО на сході України

Серед яскравих недригайлівців сучасності:
- Іван Власенко — місцевий поет;
- Нестор Кізенко — художник, членом Спілки художників України (як народний майстер).
- Шовтута Олександр Іванович (1984—2014) — старший солдат Збройних сил України, учасник російсько-української війни.

В Недригайлові народились:
- Дудченко Микола Андрійович — учений-економіст.
- Рибалко Марина Владиславівна — українська письменниця.

### Загиблі уросійсько-українській війні
2014
- Шовтута Олександр Іванович (1984—2014) — старший солдат Збройних сил України, учасник російсько-української війни.

2022
- Таранченко Руслан Олександрович (1990—2022) — капітан 3 рангу Збройних сил України, відзначився у ході російського вторгнення в Україну.

## Галерея

Недригайлівська райдержадміністрація
Пам'ятник Тарасові Шевченку
Чорнобильська каплиця в центрі селища

## Також
- Перелік населених пунктів, що постраждали від Голодомору 1932-1933, Сумська область

## Виноски
1. ↑  http://db.ukrcensus.gov.ua/PXWEB2007/ukr/publ_new1/2022/zb_Сhuselnist.pdf
2. ↑  Клепацький П. Г. ОЧЕРКИ ПО ИСТОРИИ КИЕВСКОЙ ЗЕМЛИ (1912). resource.history.org.ua. Процитовано 12 серпня 2024.
3. ↑  Харьковская губернія. Списокъ населенныхъ мѣстъ по свѣдѣніямъ 1864 года, томъ XLVI. Изданъ Центральнымъ статистическимъ комитетомъ Министерства Внутренних Дѣлъ. СанктПетербургъ. 1869 — XCVI + 209 с., (код 15)(рос. дореф.)
4. ↑  стор 95 Голодомор на Сумщині. Спогади очевидців (PDF). Архів оригіналу (PDF) за 4 березня 2016. Процитовано 4 квітня 2015.
5. ↑  Історія Недригайлова [Архівовано 4 березня 2016 у Wayback Machine.] на nedrigayliv.com.ua («Недригайлівський вебпортал») [Архівовано 7 червня 2009 у Wayback Machine.]
6. ↑  Борис Антоненко-Давидович. Здалека й зблизька. Київ, 1969. С.281–282
7. ↑  Рідні мови в об'єднаних територіальних громадах України — Український центр суспільних даних
8. ↑  Недригайлівщина сьогодні [Архівовано 13 квітня 2015 у Wayback Machine.] на nedrigayliv.com.ua («Недригайлівський вебпортал») [Архівовано 7 червня 2009 у Wayback Machine.]
9. ↑  Недригайлівщина туристична[недоступне посилання з липня 2019] на Сумська обласна державна адміністрація (офіційний сайт) [Архівовано 30 серпня 2009 у Wayback Machine.]
10. ↑  nedrigayliv.com.ua («Недригайлівський вебпортал»). Архів оригіналу за 7 червня 2009. Процитовано 3 березня 2010.
11. ↑  Паспорт Недригайлівського району[недоступне посилання з липня 2019] на Офіційна сторінка органів влади Недригайлівського району [Архівовано 2 березня 2009 у Wayback Machine.]
12. ↑  Недригайлівська спеціалізована ЗОШ I—III ступенів Недригайлівської районної ради на www.discount.ua. Архів оригіналу за 9 квітня 2015. Процитовано 3 березня 2010.
13. ↑  Мокренко Анатолій (голова журі конкурсу-огляду хорових колективів сільських шкіл Сумщини 2005 року, народний артист України й СРСР, професор Національної музичної академії, лауреат Національної премії ім. Т. Г. Шевченка, лауреат Державної премії Грузії) Співають сільські діти. [Архівовано 5 липня 2007 у Wayback Machine.] // «Україна Молода» № 129 за 16 липня 2005 року
14. ↑  ПАМ'ЯТІ ПОЛЕГЛИХ - Синодальне управління військового духовенства. web.archive.org. 19 січня 2021. Архів оригіналу за 19 січня 2021. Процитовано 1 жовтня 2023.